# スタート (KREVAの曲)
「スタート」は、日本のヒップホップMC、KREVAのメジャー5thシングル。

## 概要
- 「音色」以来通算2作目のTOP10入り。シングルとしては順位・初動ともに当時の自己最高を記録。
- 発売日は「クレバの日」である9月8日に発売。音色と同じ発売日でもある[1]。
- 初回限定盤にはイッサイガッサイのVideo Clipを収録したDVD付き

## ミュージック・ビデオ
「スタート」のミュージック・ビデオが制作され、撮影は気温が30度を超える猛暑の中で早朝から深夜までのロケで行われた。トンネルや地下道などの陽が当たらない場所でも気温に加え撮影用の照明の影響で過酷であったという。また、雨に打たれて歌うシーンはKREVAが風邪気味だったこともあり、ジェットヒーターで暖をとりながら撮影が行われた。

## 収録曲
1. スタート　作詞/作曲/編曲:KREVA
KREVAにとって初の別れの唄。別々の道を行く2人のスタートを描いている。歌詞は1日で書き上がったらしい[1]。
2005年の1月に完成した[3]。スタッフが辞めた事を受けて歌詞が書かれている[4]。
2. いまさら2step　作詞/作曲:KREVA,SONOMI/編曲:KREVA
KREVAにとって初めてのストーリーテリングの楽曲[5]。
3. I was a fool　作詞/作曲/編曲:KREVA
4. スタート　Instrumental
5. いまさら2step　Instrumental
6. I was a fool　Instrumental

## 収録アルバム
- 愛・自分博（#1）
- クレバのベスト盤（#1）